# Arbore (Volk)

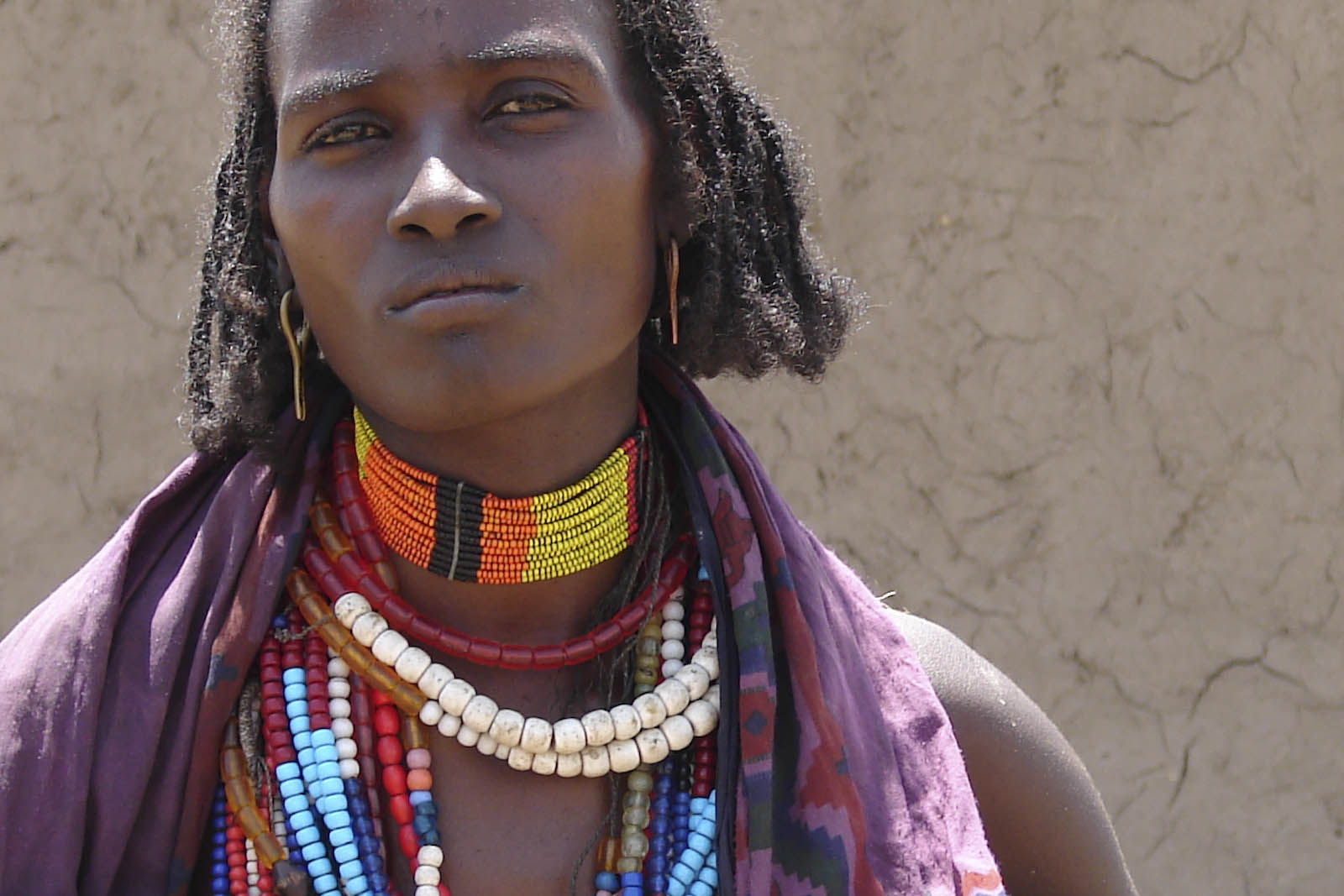
Arbore-Frau

Die Arbore (oder auch Marle) sind eine zahlenmäßig kleine Bevölkerungsgruppe (ca. 3.000 Menschen), die im Südwesten von Äthiopien am Chew Bahir (früher Lake Stefanie) in vier Dörfern leben. Ar bedeutet Bulle und Bore Land.
Die Arbore leben wie die meisten pastoralen Gruppen der Region vor allem von ihren Herden (Milch, Fleisch und Blut) sowie angebauter Hirse und anderen Landwirtschaftsproduktion, welche im Schwemmland des Flusses Weyto angebaut werden.
Die Sprache der Arbore gehört zu den Omo-Tana-Sprachen, einer Untergruppe der kuschitischen Sprachen, die ihrerseits zu den afroasiatischen Sprachen gehören.
Unmittelbare Nachbarn sind die Tsamay, die Borana und die Hamar.

## Gesellschaft
Die Arbore leben in den vier Hauptdörfern Murale, Eegude, Kulam und Gandarab. Ihre Gesellschaft ist in Clans gegliedert. Daneben gibt es ein clanübergreifendes System von Generationsklassen, die jeweils vier Altersklassen umfassen, zwischen deren Angehörigen der Altersunterschied maximal neun Jahre ist. Zudem gibt es Heiratsklassen. Die Zugehörigkeit zu Clan, Generations-, Alters- und Heiratsklasse bestimmt Heiratsregeln und Verhaltensnormen. Jedes Dorf hat einen politischen und einen religiösen Führer, die jeweils aus bestimmten Clans gewählt werden. Dies geschieht etwa alle 40 Jahre, wenn die bis dahin herrschende Generationsklasse die Macht an die nächste übergibt. Für Mädchen ist die Beschneidung Voraussetzung für die Anerkennung als Frau und für die Heirat.

## Forschungen
- Yukio Miyawaki
- Tadesse Wolde
- Echi Gabbert
- Anette Peller